# 169 Zelia
Zelia (asteroide 169) é um asteroide da cintura principal com um diâmetro de 33,6 quilómetros, a 2,0495693 UA. Possui uma excentricidade de 0,13075 e um período orbital de 1 322,42 dias (3,62 anos).
Zelia tem uma velocidade orbital média de 19,39696581 km/s e uma inclinação de 5,50226º.
Este asteroide foi descoberto em 28 de Setembro de 1876 por Prosper Henry.